# Straßenlauf-Länderkampf der Männer 1985 Frankreich – BR Deutschland – Niederlande – Schweiz
| 15. Leichtathletik-Länderkampf mit bundesdeutscher Beteiligung 1985                   | 15. Leichtathletik-Länderkampf mit bundesdeutscher Beteiligung 1985 |
| ------------------------------------------------------------------------------------- | ------------------------------------------------------------------- |
|                                                                                       |                                                                     |
| Straßenlauf-Vergleich der Männer: Frankreich – BR Deutschland – Niederlande – Schweiz |                                                                     |
| Austragungsort                                                                        | Albertville                                                         |
| Wettbewerbe                                                                           | 1                                                                   |
| Datum                                                                                 | 17. August                                                          |
| 1. FRA 2. FRG 3. NLD 4. SUI                                                           | 5:07:14 h 5:09:07 h 5:15:29 h 5:16:38 h                             |
| Chronik                                                                               |                                                                     |
| ← BEL-FRG-POL (M)                                                                     | FRA-FRG-NLD-SUI Str'lauf (F) →                                      |

Der fünfzehnte Vergleich des Länderkampfjahres 1985 war wieder eine Begegnung der Straßenläufer unter Beteiligung mehrerer Länder. Begonnen hatte dieser inzwischen traditionelle Vergleich mit den drei Ländern Schweiz, Bundesrepublik Deutschland und Niederlande. 1981 war er erweitert worden durch die Teilnahme von Italien und Österreich. 1982 kam als sechster Teilnehmer noch Frankreich hinzu. 1983 nahm anstelle von Österreich ein Team aus Belgien teil. In diesem Jahr trafen sich neben der Bundesrepublik Deutschland Frankreich, die Niederlande und die Schweiz. Italien war dagegen 1985 nicht dabei. Gastgeber am 17. August war die Stadt Albertville, gelegen in den französischen Alpen. Zwanzig Mal hatte es dieses Aufeinandertreffen bereits gegeben. In den ersten elf Begegnungen hatten immer die bundesdeutschen Läufer vorne gelegen, doch von 1974 bis 1977 hatte sich vier Mal in Folge das Team aus der Schweiz vor der bundesdeutschen Mannschaft durchgesetzt. 1978 war diese Serie durch den zwölften Sieg des bundesdeutschen Teams gestoppt worden. 1979 hatten die niederländischen Läufer ihren ersten Sieg in diesen Länderkämpfen feiern können. 1980 hatte mit dem insgesamt dreizehnten Erfolg in dieser Serie erneut das bundesdeutsche Team vorn gelegen und in den letzten vier Jahren hatte sich immer die Läufer des Neulings Italien, die in diesem Jahr nicht dabei waren, durchgesetzt. Auch die Frauen führten am selben Tag und selben Ort einen Straßenlauf-Länderkampf durch.

## Modus
Die übliche Streckenlänge des Rennens hatte bisher in der Regel bei dreißig Kilometer gelegen. Diesmal wurde wie 1981 und 1984 ein Straßenlauf über 25 Kilometer ausgetragen. Jede Nation stellte maximal sechs Läufer, von denen die vier Besten über die Addition ihrer Zeiten gewertet wurden.

## Ergebnis
In der Einzelwertung siegte ein französischer Läufer und auch in der Länderkampfwertung erzielte Frankreich mit 5:07:14 h die schnellste Gesamtzeit. Knapp zwei Minuten zurück belegte die Bundesrepublik Deutschland Platz zwei. Weitere gut sechs Minuten dahinter kam die Niederlande auf den dritten Platz und die Schweiz wurde eine gute Minute hinter den Niederlanden Vierter.
Leider finden sich keine Angaben über die komplette Ergebnisliste. Aufgeführt sind die Läufer auf den Plätzen eins bis neun sowie alle weiteren bundesdeutschen Sportler.

## Resultat

### 25-km-Straßenlauf
| Platz | Athlet               | Land | Zeit (h) |
| ----- | -------------------- | ---- | -------- |
| 01    | Jacques Lefrand      | FRA  | 1:15:24  |
| 02    | Hans-Jürgen Orthmann | FRG  | 1:16:61  |
| 03    | Peter Lyrenmann      | SUI  | 1:16:52  |
| 04    | Jürgen Dächert       | FRG  | 1:16:53  |
| 05    | Yves Madelon         | FRA  | 1:16:54  |
| 06    | Alex Gonzales        | FRA  | 1:17:19  |
| 07    | Franz Hornberger     | FRG  | 1:17:32  |
| 08    | Patrick Joannes      | FRA  | 1:17:35  |
| 09    | Martin Grüning       | FRG  | 1:17:51  |
| 000…  |                      |      |          |
| 17    | Ingo Sensburg        | FRG  | 1:20:42  |
| 19    | Wolfgang Münzel      | FRG  | 1:21:43  |
| 000…  |                      |      |          |